# Lyridy

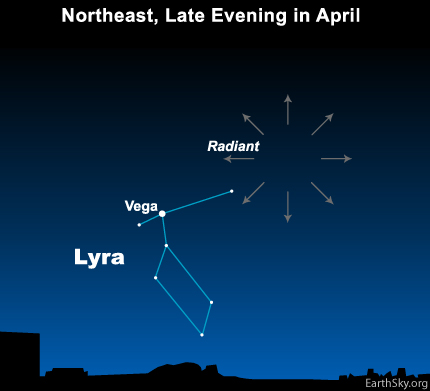
Kde mají radiant Lyridy

Lyridy jsou meteorický roj pojmenovaný podle souhvězdí Lyry, ze kterého zdánlivě vylétá a kde se nalézá jejich radiant. Země kříží během své oběžné dráhy kolem Slunce jejich roj každoročně od 19. do 25. dubna. Maximum připadá na 22. dubna. Zdrojem meteorického roje je dlouhoperiodická kometa C/1861 G1 (Thatcher). Lyridy jsou známy již 2 600 let.